# Apple Film Production
Apple Film Production – jedna z pierwszych niezależnych firm producenckich w Polsce, założona w 1990 roku przez Dariusza Jabłońskiego. Prowadzona obecnie przez Dariusza Jabłońskiego (CEO), Violettę Kamińską (Head of Production) i Izabelę Wójcik (Head of Development). 
Wyprodukowała kilkadziesiąt filmów pełnometrażowych, m.in.: „Pod elektrycznymi chmurami” (Srebrny Niedźwiedź, Berlinale 2015), Pokłosie, Gry wojenne, Benek, Wino truskawkowe, Gry uliczne, Zabić Sekala, „Małżowina”, Patrzę na ciebie, Marysiu, Sezon na leszcza, Moje pieczone kurczaki, Przedwiośnie, „Solidarność, Solidarność...”. Ma na koncie także teatry telewizji, filmy dokumentalne, a także seriale, w tym „Zasadę przyjemności”, serial telewizyjny premium, pierwsza w historii międzynarodowa koprodukcja telewizyjna krajów Europy Środkowo-Wschodniej (2019). zrealizowane dla TVP i BBC „Dzwony wojny” i „Szpiedzy w Warszawie” czy serial „Glina” w reżyserii Władysława Pasikowskiego z Jerzym Radziwiłowiczem i Maciejem Stuhrem w rolach głównych, 
Większość produkcji Apple Film Production powstało w koprodukcji międzynarodowej, z Telewizją Polską, Canal+, HBO, MDR, ARTE, WDR, a także niezależnymi firmami z Niemiec, Wielkiej Brytanii, Czech, Austrii, Francji i Słowacji. 
„Gry Wojenne” w reżyserii Dariusza Jabłońskiego, wyprodukowany przez Apple Film Production, jako pierwszy w historii polski film dokumentalny, otworzyły najważniejszy i największy na świecie międzynarodowy festiwal filmów dokumentalnych IDFA 2009 w Amsterdamie.

## Filmografia
- 2019 – Zasada przyjemności (serial)
- 2015 – Pod elektrycznymi chmurami
- 2015 – Karski i władcy ludzkości (dokumentalny)
- 2014 – Dzwony wojny (serial)
- 2013 – Szpiedzy w Warszawie (serial)
- 2014 – Strefa nagości
- 2012 – Pokłosie
- 2009 – Dwa ognie. Between 2 Fires
- 2009 – Janosik. Prawdziwa historia
- 2007 – Benek
- 2007 – Wino truskawkowe
- 2005–2007 – Codzienna 2 m. 3
- 2005 – Solidarność, Solidarność...
- 2003-2008 – Glina
- 2001 – Przedwiośnie
- 2001 – Bellissima
- 2001 – Datowane XX wiek
- 2000 – Sezon na leszcza
- 2000 – Taniec trzcin
- 1999 – Patrzę na ciebie, Marysiu
- 1999 – Wrota Europy
- 1998 – Fotoamator
- 1998 – Małżowina
- 1996 – Psy totalitaryzmu
- 1996 – Departament IV
- 1996 – Gry uliczne
- 1994 – Ogrody Tadeusza Reichsteina
- 1994 – Powrót
- 1994 – Kieślowski spotyka Wenders'a
- 1993 – Hrabal
- 1992 – Mondo migliore
- 1992 – Artur Brauner
- 1991 – Powtórka z Conrada